# Metharme lanata
Metharme lanata là một loài thực vật có hoa trong họ Zygophyllaceae. Loài này được Phil. ex Engl. miêu tả khoa học đầu tiên năm 1890.